# Sokolovna v Tyršových sadech (Hronov)

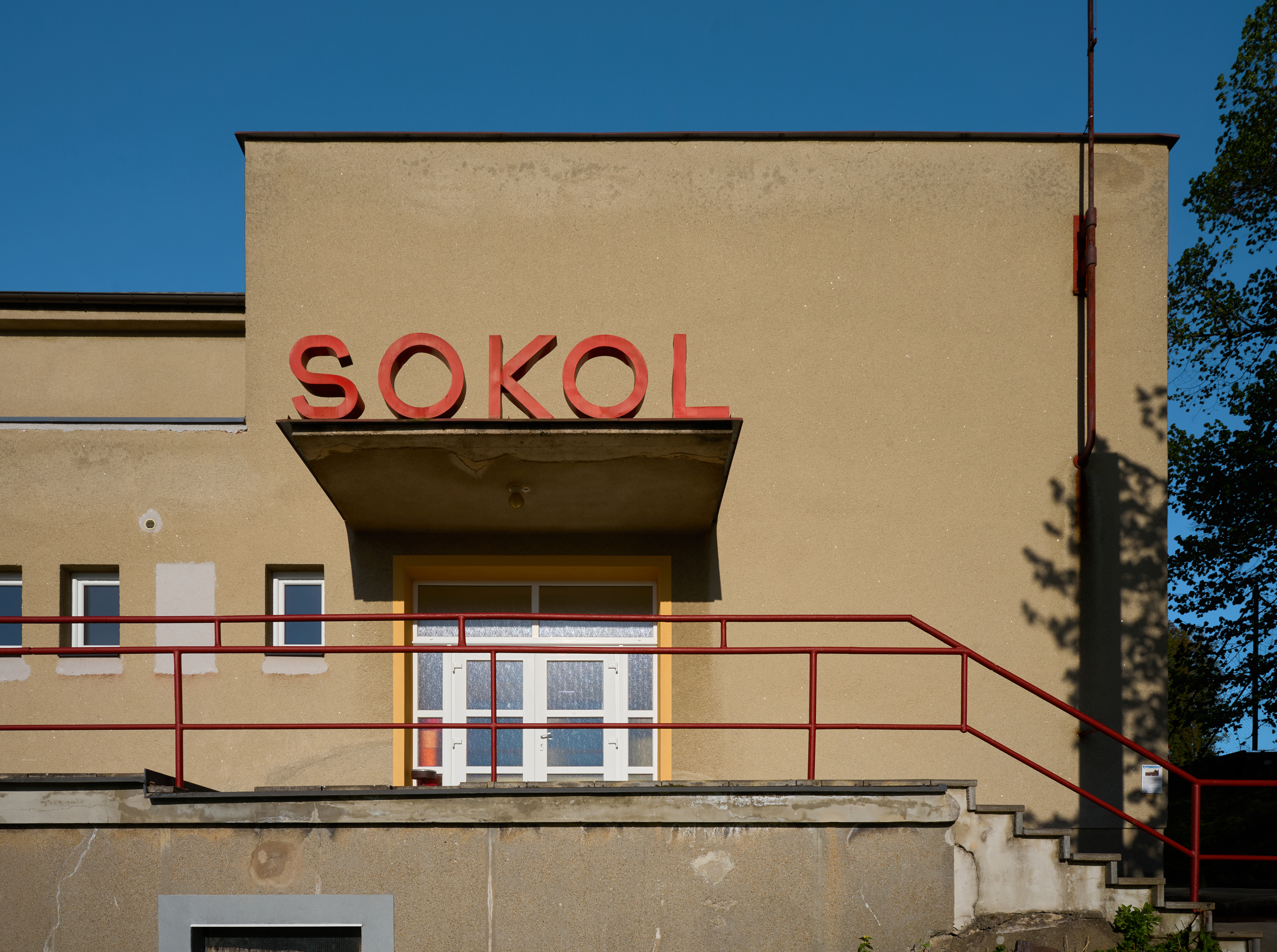
Sokolovna v Tyršových sadech – aktuální zchátralý stav

Sokolovna v Tyršových sadech je budova v Hronově, postavená v letech 1934–1935. Stavbu provedl architekt Jaroslav Šambora z Hronova podle projektu profesora průmyslové školy architekta Františka Průši z Volyně. Při stavbě byl zrealizován také sportovní areál se sedadly ve svahu, ze kterých bylo možné sledovat dění na letním cvičišti.. Budova nadále slouží jako sokolovna, ale rozsáhlý sportovní areál byl nahrazen krytým zimním stadionem. Uvnitř se nachází dva sály: velký (16 x 10 m) a zrcadlový sál (prostná – 12 x 5 m).

## Historie

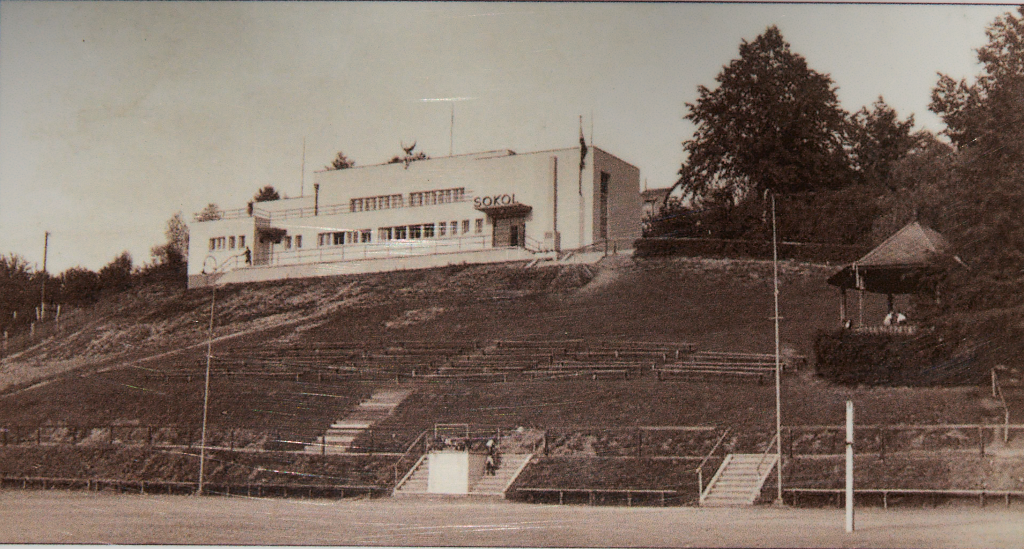
Sokolovna v Tyršových sadech, historický snímek

Dějiny sokolství v Hronově se píší od roku 1870, kdy byla 3. července 1870 založena Tělocvičná jednota Hronov. Při založení měla 25 členů. Stavba sokolovny byla schválena na valném shromáždění všech členů 4. srpna 1934. K otevření došlo již 18. srpna 1935.
Než byla budova postavena, museli tehdejší členové improvizovat. Cvičilo se na zahradách, přes zimu se využívaly prostory restaurací. Později se využívaly prostory tělocvičny v hronovské chlapecké škole.
V padesátých letech byla po zákazu TJ Sokol budova převedena pod Československý svaz tělesné výchovy.
Po sametové revoluci TJ Sokol začala v podstatě okamžitě s obnovou spolku a bez problémů získali veškerý majetek včetně sokolovny zpět.

## Současnost
V současnosti je exteriér budovy velmi zchátralý a málo udržovaný. Z okolního areálu nezbylo nic, pouze vpravo od budovy je k vidění stará lípa, vysazená k příležitosti vzniku Československa v roce 1918 a před budovou je památník první světové války, Padlým bratřím. TJ Sokol Hronov spadá pod župu Podkrkonošskou–Jiráskovu a nadále prostory využívá.